# На трезвую голову
«На трезвую голову» (англ. Swing Vote) — комедийный фильм американского режиссёра Джошуа Стерна, выпущенный кинокомпанией Touchstone Pictures. Премьера фильма состоялась 20 мая 2008 года, в разгар предвыборной президентской гонки 2008 года, а релиз на DVD и Blu-Ray вышел 13 января 2009 года, за несколько дней до инаугурации Барака Обамы.
«Swing vote», оригинальное название фильма (буквально — «колеблющийся голос») — англоязычный политтехнологический термин, обозначающий избирателя, который не определился с принадлежностью к доминирующим в политической системе партиям и может непредсказуемо проголосовать за любого кандидата.
Фабула сценария явно основана на истории выборов 2000 года, когда республиканец Джордж Буш-младший победил действующего вице-президента демократа Альберта Гора за счёт результатов голосования в штате Флорида, где он опередил соперника менее чем на одну сотую процента; его перевес в штате Нью-Мексико, где разворачивается действие фильма, был примерно таким же.

## Сюжет
В фильме рассказывается о приключениях Бада Джонсона, безработного отца-одиночки (Кевин Костнер), живущего в небольшом городке Тексико, Нью-Мексико, со своей 12-летней дочерью Молли (Мадлен Кэрролл). Проснувшись в один прекрасный день с тяжёлого похмелья, Бад обнаруживает, что стал очень важной персоной.
Дело в том, что в США проходят президентские выборы и кандидаты на высший пост идут, что называется, «ноздря в ноздрю». При голосовании в 49 остальных штатах оба претендента набирают примерно равное количество голосов выборщиков, а как раз в штате Нью-Мексико — вообще абсолютно одинаковое число голосов избирателей. Наутро после выборов выясняется, что именно на Баде Джонсоне машина для голосования на избирательном участке накануне дала сбой и по закону он имеет право переголосовать. Казалось бы, полная ерунда, но получилось так, что результаты голосования штата должны определить исход общенациональных выборов и единственный голос Бада оказывается решающим в масштабах всей страны.
Оба кандидата приезжают в забытый богом городок Тексико, надеясь на удачу в проведении предвыборной агитации «среди» одного-единственного избирателя — Бада Джонсона. PR-кампания разворачивается по всем законам, и Бад становится одной из самых популярных фигур в масс-медиа страны. И действующий президент Эндрю Бун (Келси Грэммер), и оппозиционный кандидат Дональд Гринлиф (Деннис Хоппер) пробуют все варианты, но Бад не может решить, с кем ему быть. Обнаружив, что стандартные методы PR-технологий, рассчитанные на манипулирование большими массами людей, в случае одного человека не работают, претенденты решают поменять тактику, в кои-то веки они пытаются действовать не столь цинично и апеллировать к человеческим качествам избирателя.
Между тем, Молли очень не нравится, что её отец поддаётся разным соблазнам, которые неожиданно посыпались на него. Она призывает его измениться и стать другим человеком. Всё заканчивается предвыборными дебатами. На них выступает с речью Бад. Он говорит, что главное это честность, и просит прощения у дочери за то, что был плохим отцом. Бад просит, чтобы народ США помог ему с выбором. На следующее утро Бад идёт голосовать. Его выбор остаётся неизвестным.

## В ролях
| Актёр          | Роль                                      |
| -------------- | ----------------------------------------- |
| Кевин Костнер  | Бад Джонсон                               |
| Мадлен Кэрролл | Молли Джонсон дочь Бада                   |
| Пола Пэттон    | Кейт Мэдисон репортер                     |
| Келси Грэммер  | президент Эндрю Бун                       |
| Деннис Хоппер  | Дональд Гринлиф кандидат в президенты США |
| Нейтан Лейн    | Арт Крамб помощник Дональда Гринлифа      |
| Стенли Туччи   | Мартин Фокс помощник Эндрю Буна           |
| Джордж Лопез   | Джон Суини директор телеканала            |
| Джадж Рейнхолд | Уолтер                                    |
| Чарльз Истен   | Льюис                                     |
| Ричард Петти   | в роли самого себя                        |
| Уилли Нельсон  | в роли самого себя                        |
| Мэр Уиннингэм  | Ларисса Джонсон мать Молли                |
| Марк Мозес     | генеральный прокурор Уайт                 |
| Мэри Харт      | в роли самой себя                         |
| Ларри Кинг     | в роли самого себя                        |